# Águilas de Bogotá
Águilas de Bogotá fue un equipo de béisbol de la Liga Colombiana de Béisbol Profesional durante la temporada 2010-2011. Su sede fue el Estadio Distrital Hermes Barros Cabas de Bogotá.

## Historia
En 2010, la Liga se expandió a 6 equipos, ingresaron Potros de Medellín y Águilas de Bogotá, y Toros de Sincelejo cambió de Sede a Cali. Por tal motivo, el Distrito de Bogotá invirtió $800 000 000 (ochocientos millones) para adecuar el estadio de béisbol Hermes Barros Cabas, de la Unidad Deportiva El Salitre fue intervenido en su interior como en el campo de juego en donde se disputó el torneo profesional de béisbol colombiano.
Efectuado el draft de escogimiento de jugadores para los equipos Águilas de Bogotá y Potros de Medellín, seleccionaron los 14 jugadores nacionales (8 de campo y 6 lanzadores) básico para sus rosters. 
La temporada fue cancelada el 8 de diciembre de 2010 a causa del fuerte invierno que azotó al país, el cual impedía el normal desplazamiento de los equipos y la realización de los partidos.
La novena capitalina no participó en las temporadas posteriores, aunque se esperaba su retorno dependiendo de un patrocinador en la temporada 2014-2015.

### Águilas de Soledad
En 2018, Édgar y Edinson Rentería obtuvieron la ficha del equipo para representar a Soledad en la edición de 2018-2019 y de esta manera completar los 4 equipos de la Liga Colombiana de Béisbol Profesional debido a la ausencia de Tigres de Cartagena.